# 第46回グラミー賞
第46回グラミー賞 (46th Grammy Awards) は、2004年2月8日にロサンゼルスのステイプルズ・センターで開催された。

## 概要
ルーサー・ヴァンドロスが最優秀楽曲賞をはじめ4部門を受賞したが、病気のため出席できず、ビデオでコメントを発表したのみだった。

## 主要部門受賞者
当節の記述のうち、特記していない項目の出典はである。

### 主要4部門
年間最優秀レコード賞
- "クロックス（Clocks）" - コールドプレイ（『静寂の世界（A Rush of Blood to the Head）』所収）

年間最優秀アルバム賞
- 『スピーカーボックス/ザ・ラヴ・ビロウ（Speakerboxxx/The Love Below）』 - アウトキャスト

年間最優秀楽曲賞
- "Dance With My Father" - ルーサー・ヴァンドロス＆リチャード・マークス（『ダンス・ウィズ・マイ・ファーザー（Dance with My Father）』所収）

最優秀新人賞
- エヴァネッセンス
- 50セント
- ファウンテインズ・オブ・ウェイン
- ヘザー・ヘッドリー（英語版）
- ショーン・ポール

### ポップ
最優秀女性ポップ・ボーカル・パフォーマンス
- "ビューティフル （Beautiful）" - クリスティーナ・アギレラ（『ストリップト（Stripped）』所収）

最優秀男性ポップ・ボーカル・パフォーマンス
- "Cry Me a River" - ジャスティン・ティンバーレイク（『ジャスティファイド（Justified）』所収）

最優秀ポップ・パフォーマンス（デュオもしくはグループ）
- "Underneath It All" - ノー・ダウト（『 ロック・ステディ（Rock Steady）』所収）

最優秀ポップ・コラボレーション
- "Whenever I Say Your Name" - メアリー・J. ブライジ＆スティング（スティング『セイクレッド・ラヴ（Sacred Love）』所収）

最優秀ポップ・インストゥルメンタル・パフォーマンス
- "Marwa Blues" - ジョージ・ハリスン（『ブレインウォッシュド（Brainwashed）』所収）

最優秀ポップ・ボーカル・アルバム
- 『ジャスティファイド（Justified）』 - ジャスティン・ティンバーレイク
- 『ストリップト（Stripped）』 – クリスティーナ・アギレラ
- 『ブレインウォッシュド（Brainwashed）』 – ジョージ・ハリスン
- 『素顔（Bare）』 – アニー・レノックス
- 『モータウン（Motown）』 – マイケル・マクドナルド

最優秀ポップ・インストゥメンタル・アルバム
- 『マンボ・シヌエンド（Mambo Sinuendo）』 - マヌエル・ガルバン＆ライ・クーダー

### トラディショナル・ポップ
最優秀トラディッショナル・ポップ・ボーカル・アルバム
- トニー・ベネット＆k.d.ラング『この素晴らしき世界（A Wonderful World）』 - Dae Bennett（エンジニア／ミキサー）。T Bone Burnett（プロデューサー）。

### ダンス
最優秀ダンス録音
- カイリー・ミノーグ "カム・イントゥ・マイ・ワールド（Come Into My World）" - Rob Davis、キャシー・デニス（プロデューサー）。Rob Davis、キャシー・デニス、Bruce Elliott-Smith、Phil Larsen（ミキサー）。（『フィーヴァー（Fever）』所収）

### ロック
最優秀女性ロック・ボーカル・パフォーマンス
- "Trouble" - P!NK（『トライ・ディス （Try This）』所収）

最優秀男性ロック・ボーカル・パフォーマンス
- "Gravedigger" - デイヴ・マシューズ（『サム・デヴィル（Some Devil）』所収）

最優秀ロック・パフォーマンス（デュオもしくはグループ）
- "Disorder In The House" - ブルース・スプリングスティーン＆ウォーレン・ジヴォン（ウォーレン・ジヴォン『ザ・ウインド（The Wind）』所収）

最優秀ロック・インストゥルメンタル・パフォーマンス
- "Plan B" - ジェフ・ベック（『ジェフ（Jeff）』所収）

最優秀ハードロック・パフォーマンス
- "Bring Me To Life" - エヴァネッセンス（『フォールン（Fallen）』所収）

最優秀メタル・パフォーマンス
- "St. Anger" - メタリカ（『セイント・アンガー（St. Anger）』所収）

最優秀ロック・ソング
- "セヴン・ネイション・アーミー（Seven Nation Army）" - ジャック・ホワイト（ザ・ホワイト・ストライプス『エレファント（Elephant）』所収）

最優秀ロック・アルバム
- 『ワン・バイ・ワン（One by One）』 - フー・ファイターズ

### オルタナティヴ
最優秀オルタナティヴ・ミュージック・アルバム
- 『エレファント（Elephant）』 - ザ・ホワイト・ストライプス
- 『Fight Test』 – ザ・フレーミング・リップス
- 『ヘイル・トゥ・ザ・シーフ（Hail to the Thief）』 – レディオヘッド
- 『( )』 – シガー・ロス
- 『フィーヴァー・トゥ・テル（Fever to Tell）』 – ヤー・ヤー・ヤーズ

### R&B
最優秀女性R&Bボーカル・パフォーマンス
- "Dangerously in Love 2" - ビヨンセ（『デンジャラスリィ・イン・ラヴ（Dangerously in Love）』所収）

最優秀男性R&Bボーカル・パフォーマンス
- "Dance With My Father" - ルーサー・ヴァンドロス（『ダンス・ウィズ・マイ・ファーザー（Dance with My Father）』所収）

最優秀R&Bパフォーマンス（デュオもしくはグループ）
- "The Closer I Get to You" - ビヨンセ＆ルーサー・ヴァンドロス（ビヨンセ『デンジャラスリィ・イン・ラヴ（Dangerously in Love）』所収）

最優秀トラディッショナルR&Bボーカル・パフォーマンス
- "Wonderful" - アレサ・フランクリン（『So Damn Happy』所収）

最優秀アーバン／オルタナティヴ・パフォーマンス
- "Hey Ya!" - アウトキャスト（『スピーカーボックス/ザ・ラヴ・ビロウ（Speakerboxxx/The Love Below）』所収）

最優秀R&Bソング
- "Crazy In Love" - Shawn Carter、リッチ・ハリスン（英語版）、ビヨンセ、ユージン・レコード（英語版）（ビヨンセ『デンジャラスリィ・イン・ラヴ（Dangerously in Love）』所収）

最優秀R&Bアルバム
- 『ダンス・ウィズ・マイ・ファーザー（Dance with My Father）』 - ルーサー・ヴァンドロス

最優秀コンテンポラリーR&Bアルバム
- 『デンジャラスリィ・イン・ラヴ（Dangerously In Love）』 - ビヨンセ

### ラップ
最優秀女性ラップ・パフォーマンス
- "Work It" - ミッシー・エリオット（『アンダー・コンストラクション（Under Construction）』所収）

最優秀男性ラップ・パフォーマンス
- "Lose Yourself" - エミネム（『8 Mile：オリジナル・サウンドトラック（8 Mile: Music from and Inspired by the Motion Picture）』所収）

最優秀ラップ・パフォーマンス・デュオもしくはグループ
- "Shake Ya Tailfeather" - ネリー、ショーン・コムズ、マーフィー・リー（英語版）（『バッドボーイズ2バッド：オリジナル・サウンドトラック（Bad Boys II (soundtrack)）』所収）

最優秀ラップ／サング・コラボレーション
- "Crazy In Love" - ビヨンセ featuring ジェイ・Z（『デンジャラスリィ・イン・ラヴ（Dangerously in Love）』所収）

最優秀ラップ・ソング
- "Lose Yourself" - ジェフ・バス（英語版）、M. Mathers、L Resto（ソングライター）（エミネム『バッドボーイズ2バッド：オリジナル・サウンドトラック（Bad Boys II (soundtrack)）』所収）

最優秀ラップ・アルバム
- 『スピーカーボックス／ザ・ラヴ・ビロウ（Speakerboxxx/The Love Below）』 - アウトキャスト
- 『アンダー・コンストラクション（Under Construction）』 – ミッシー・エリオット
- 『Get Rich Or Die Tryin'』 – 50セント
- 『ザ・ブループリント²：ザ・ギフト＆ザ・カース（The Blueprint²: The Gift & The Curse）』 – ジェイ・Z
- 『Phrenology』 – ザ・ルーツ

### カントリー
最優秀女性カントリー・ボーカル・パフォーマンス
- "Keep On The Sunny Side" - ジューン・カーター・キャッシュ（『Keep on the Sunny Side: June Carter Cash – Her Life in Music』所収）

最優秀男性カントリー・ボーカル・パフォーマンス
- "Next Big Thing" - ヴィンス・ギル（『Next Big Thing』所収）

最優秀カントリー・パフォーマンス（デュオもしくはグループ）
- "A Simple Life" - リッキー・スキャッグス＆ケンタッキー・サンダー（リッキー・スキャッグス『My Father's Son』所収）

最優秀カントリー・コラボレーション（ボーカルあり）
- "How's The World Treating You" - アリソン・クラウス＆ジェームス・テイラー（『Livin', Lovin', Losin' - Songs Of The Louvin Brothers』所収）

最優秀カントリー・インストゥルメンタル・パフォーマンス
- "Cluck Old Hen" - アリソン・クラウス・アンド・ユニオン・ステーション（『Every Time You Say Goodbye』所収）

最優秀カントリー・ソング
- アラン・ジャクソン（英語版）＆ジミー・バフェット "It's Five O'Clock Somewhere" - ジム・ブラウン＆ドン・ロリンズ（ソングライター）（『Greatest Hits Volume II』所収）

最優秀カントリー・アルバム
- 『Livin'』 - カール・ジャクソン（英語版）（プロデューサー）

最優秀ブルーグラス・アルバム
- 『Live』 - アリソン・クラウス・アンド・ユニオン・ステーション

### ニューエイジ
最優秀ニューエイジ・アルバム
- 『 ワン・クワイエット・ナイト（One Quiet Night）』 - パット・メセニー

### ジャズ
最優秀ジャズ・インストゥメンタル・ソロ
- "Matrix" - チック・コリア（『ランデヴー・イン・ニューヨーク（Rendezvous in New York）』所収）

最優秀ジャズ・インストゥメンタル・アルバム（個人もしくはグループ）
- 『アレグリア（Alegría）』 - ウェイン・ショーター

最優秀ラージ・ジャズ・アンサンブル・アルバム
- 『ワイド・アングルズ（Wide Angles）』 - マイケル・ブレッカー

最優秀ジャズ・ボーカル・アルバム
- 『リトル・ムーンライト（A Little Moonlight）』 - ダイアン・リーヴス

最優秀コンテンポラリー・ジャズ・アルバム
- 『34TH・アンド・レックス（34th N Lex）』 - ランディ・ブレッカー

最優秀ラテン・ジャズ・アルバム
- 『ライヴ・アット・ブルー・ノート（Live at the Blue Note）』 - ミッシェル・カミロ、チャールズ・フローレス（英語版）、オラシオ・エルナンデス（英語版）

### ゴスペル
最優秀ポップ／コンテンポラリー・ゴスペル・アルバム
- 『Worship Again』 - マイケル・W・スミス

最優秀ロック・ゴスペル・アルバム
- 『Worldwide』 - オーディオ・アドレナリン（英語版）

最優秀トラディショナル・ソウル・ゴスペル・アルバム
- 『Go Tell It on the Mountain』 - ブラインド・ボーイズ・オブ・アラバマ

最優秀コンテンポラリー・ソウル・ゴスペル・アルバム
- 『...Again』 - Donnie McClurkin

最優秀サザン、カントリーもしくはブルーグラス・ゴスペル・アルバム
- 『Rise and Shine』 – ランディ・トラヴィス

最優秀ゴスペル・クワイアもしくはコーラス・アルバム
- 『A Wing and a Prayer』 - Bishop TD Jakes Sr. ＆ The Potter's House Mass Choir

### ラテン
最優秀ラテン・ポップ・アルバム
- 『No Es Lo Mismo』 - アレハンドロ・サンス

最優秀トラディショナル・トロピカル・ラテン・ポップ・アルバム
- 『Buenos Hermanos』 - イブライム・フェレール

最優秀メキシカン／メキシカン－アメリカン・アルバム
- 『Afortunado』 - ジョン・セバスチャン（英語版）

最優秀ラテン・ロック／オルタナティヴ・アルバム
- 『Cuatro Caminos』 - カフェ・タクーバ

最優秀テハーノ・アルバム
- 『Si Me Faltas Tu』 - ジミー・ゴンザレス

最優秀サルサ／メレンゲ・アルバム
- 『Regalo Del Alma』 - セリア・クルーズ

### ブルース
最優秀トラディショナル・ブルース・アルバム
- 『ブルース・シンガー（Blues Singer）』 - バディ・ガイ

最優秀コンテンポラリー・ブルース・アルバム
- 『Let's Roll』 - エタ・ジェイムス

### フォーク
最優秀トラディショナル・フォーク・アルバム
- 『ワイルドウッド・フラワー（Wildwood Flower）』 – ジューン・カーター・キャッシュ

最優秀コンテンポラリー・フォーク・アルバム
- 『The Wind』 – ウォーレン・ジヴォン

最優秀ネイティブ・アメリカン・ミュージック・アルバム
- 『Flying Free』 – Black Eagle

### レゲエ
最優秀レゲエ・アルバム
- 『ダッティロック（Dutty Rock）』 - ショーン・ポール

### ポルカ
最優秀ポルカ・アルバム
- 『Let's Polka 'Round 』 - ジミー・スター

### ワールドミュージック
最優秀トラディッショナル・ワールドミュージック・アルバム（分割、新設）
- 『Sacred Tibetan Chant』 - Monks of Sherab Ling Monastery

最優秀コンテンポラリー・ワールドミュージック・アルバム（分割、新設）
- 『Voz d'Amor』 - セザリア・エヴォラ

### チルドレンズ
最優秀ミュージカル・アルバム（子供向け）
- 『Bon Appétit!』 - Cathy Fink & Marcy Marxer

最優秀スポークン・ワード・アルバム（子供向け）
- 『プロコフィエフ：ピーターと狼／バンテュス：狼のたどる道（Wolf Tracks and Peter and the Wolf）』 - ビル・クリントン、ミハイル・ゴルバチョフ、ソフィア・ローレン（ナレーション）。ケント・ナガノ、ロシア・ナショナル管弦楽団（音楽）。

### スポークン・ワード
最優秀スポークン・ワード・アルバム
- アル・フランケン『Lies and the Lying Liars Who Tell Them: A Fair and Balanced Look at the Right』 - Paul Ruben（プロデューサー）

### コメディ
最優秀コメディ・アルバム
- 『プードル・ハット（Poodle Hat）』 - アル・ヤンコビック

### ミュージカル・ショー
最優秀ミュージカル・ショー・アルバム
- The New Broadway cast with バーナデット・ピーターズ、Tammy Blanchard、John Dossett 他『Gypsy』 - Todd Whitelock、Tom Lazarus（エンジニア）。Ken Hahn（エンジニア／ミキサー）。Jay David Saks（エンジニア／ミキサー兼プロデューサー）。

### 映画、テレビ、その他ビジュアルメディア向け
最優秀コンピレーション・サウンドトラック・アルバム（映画、テレビ、その他ビジュアルメディア向け）
- 『シカゴ：オリジナル・サウンドトラック（Chicago: Music from the Miramax Motion Picture）』 - Randy Spendlove、Ric Wake（コンピレーション・プロデューサー）

最優秀スコア・サウンドトラック・アルバム（映画、テレビ、その他ビジュアルメディア向け）
- 『ロード・オブ・ザ・リング/二つの塔：オリジナル・サウンドトラック（The Lord of the Rings: The Two Towers: Original Motion Picture Soundtrack）』 - John J. Kurlander（エンジニア）、Peter Cobbin（エンジニア、ミキサー）。Howard Shore（作曲者）。

最優秀楽曲（映画、テレビ、その他ビジュアルメディア向け）
- "A Mighty Wind" - クリストファー・ゲスト、ユージン・レヴィ、マイケル・マッキーン（ソングライター）。performed by The Folksmen、Mitch & Mickey、The New Main Street Singers。（『みんなのうた（A Mighty Wind）』所収）

### 作曲・編曲
最優秀インストゥルメンタル作曲
- "Sacajawea" - ウェイン・ショーター（作曲者）（『アレグリア（Alegría）』所収）

最優秀インストゥルメンタル編曲
- "Timbuktu" - マイケル・ブレッカー＆ギル・ゴールドスタイン（編曲者）（マイケル・ブレッカー『ワイド・アングルズ（Wide Angles）』所収）

最優秀インストゥルメンタル編曲（ボーカリストあり）
- "Woodstock" - ヴィンス・メンドーザ（編曲者）（ジョニ・ミッチェル『トラヴェローグ（Travelogue）』所収）

### パッケージングおよびノーツ
最優秀レコーディング・パッケージ
- アーニー・ディフランコ『Evolve』 - アーニー・ディフランコ、Brian Grunert（アート・ディレクター）

最優秀ボックスドもしくは特別限定版パッケージ
- マイルス・デイヴィス『ザ・コンプリート・ジャック・ジョンソン・セッションズ（The Complete Jack Johnson Sessions）』 - Julian Alexander、Howard Fritzson、Seth Rothstein（アート・ディレクター）

最優秀アルバム・ノーツ
- Various Artists『Martin Scorsese Presents the Blues: A Musical Journey』 - Tom Piazza（ノーツ・ライター）

### ヒストリカル
最優秀ヒストリカル・アルバム
- Various Artists『Martin Scorsese Presents the Blues: A Musical Journey』 - Steve Berkowitz、アレックス・ギブニー、Andy McKaie、Jerry Rappaport（プロデューサー）。Gavin Lurssen、Joseph M. Palmaccio（エンジニア）。

### 制作・エンジニアリング
最優秀エンジニアド録音（非クラシカル）
- レディオヘッド『ヘイル・トゥ・ザ・シーフ（Hail to the Thief）』 - ナイジェル・ゴッドリッチ、ダレル・ソープ（英語版）（エンジニア）

最優秀エンジニアド録音（クラシカル）
- ヨーヨー・マ『Obrigado Brazil: Live In Concert』 - リチャード・キング、Todd Whitelock（エンジニア）

最優秀リミックスド録音（非クラシカル）
- ビヨンセ＆ジェイ・Z "クレイジー・イン・ラブ（Crazy In Love (Maurice's Soul Mix)）" - モーリス・ジョシュア（英語版）（リミキサー）（ビヨンセ『デンジャラスリィ・イン・ラヴ（Dangerously in Love）』所収）

プロデューサー・オブ・ザ・イヤー（非クラシカル）
- ザ・ネプチューンズ

プロデューサー・オブ・ザ・イヤー（クラシカル）
- スティーヴン・エプスタイン（英語版）

### ミュージック・ビデオ
最優秀ミュージック・ビデオ（短編）
- ジョニー・キャッシュ "ハート（Hurt）" - マーク・ロマネク（ビデオ・ディレクター）。Aris McGarry（ビデオ・プロデューサー）。

最優秀ミュージック・ビデオ（長編）
- サム・クック『レジェンド（Legend）』 - Michael Gochanour、Robin Klein、Mary Wharton（ビデオ・プロデューサー）

### 特別賞
ミュージケアーズ・パーソン・オブ・ザ・イヤー
- スティング[2]